# U-141 (1940)
| U-141                                                                                  | U-141 | U-141 |
| -------------------------------------------------------------------------------------- | --- | --- |
| U 141                                                                                  | | |
|                                                                                        | | |
| Однотипний з U-141 підводний човен U-2                                                 | | |
| Верф                                                                                   | Deutsche Werke, Кіль | Deutsche Werke, Кіль |
| Під прапором                                                                           | Третій Рейх | Третій Рейх |
| Належність                                                                             | Крігсмаріне | Крігсмаріне |
| Порт приписки                                                                          | Кіль, Лор'ян, Вільгельмсгафен | Кіль, Лор'ян, Вільгельмсгафен |
| Замовлення                                                                             | 25 вересня 1939 | 25 вересня 1939 |
| Закладений                                                                             | 12 грудня 1939 | 12 грудня 1939 |
| Спуск на воду                                                                          | 27 липня 1940 | 27 липня 1940 |
| Введений до складу флоту                                                               | 21 серпня 1940 | 21 серпня 1940 |
| На службі                                                                              | 1940—1945 | 1940—1945 |
| Загибель                                                                               | 5 травня 1945 року затоплений екіпажем у порту міста Вільгельмсгафен                                                                | 5 травня 1945 року затоплений екіпажем у порту міста Вільгельмсгафен                                                                |
| Сучасний статус                                                                        | розібраний на брухт | розібраний на брухт |
| Бойовий досвід                                                                         | Друга світова війна Битва за Атлантику                                                                                              | Друга світова війна Битва за Атлантику                                                                                              |
| Проєкт                                                                                 | | |
| Тип ПЧ                                                                                 | торпедний прибережний підводний човен                                                                                               | торпедний прибережний підводний човен                                                                                               |
| Основні характеристики                                                                 | | |
| Швидкість (надводна)                                                                   | 12,7 вузла | 12,7 вузла |
| Швидкість (підводна)                                                                   | 7,4 вузла | 7,4 вузла |
| Робоча глибина занурення                                                               | 80 м | 80 м |
| Гранична глибина занурення                                                             | 150 м | 150 м |
| Автономність плавання                                                                  | 56 миль (104 км) на швидкості 4 вузли (в підводному положенні) 5650 миль (10 460 км) на швидкості 8 вузлів (у надводному положенні) | 56 миль (104 км) на швидкості 4 вузли (в підводному положенні) 5650 миль (10 460 км) на швидкості 8 вузлів (у надводному положенні) |
| Екіпаж                                                                                 | 25 осіб | 25 осіб |
| Розміри                                                                                | | |
| Довжина найбільша (по КВЛ)                                                             | 43,97 м | 43,97 м |
| Ширина корпусу найб.                                                                   | 4,916 м | 4,916 м |
| Висота                                                                                 | 8,1 м | 8,1 м |
| Середня осадка (по КВЛ)                                                                | 3,93 м | 3,93 м |
| Водотоннажність надводна                                                               | 314 т | 314 т |
| Силова установка                                                                       | | |
| дизель-електрична; 2 дизельних двигуни MWM RS 127 S, 2 електродвигуни SSW PG VV 322/36 | | |
| Гвинти                                                                                 | 2 | 2 |
| Потужність                                                                             | 2 × 510 к.с. (дизелі) 2 × 370 к.с. (електродвигуни)                                                                                 | 2 × 510 к.с. (дизелі) 2 × 370 к.с. (електродвигуни)                                                                                 |
| Озброєння                                                                              | | |
| Торпедно- мінне озброєння                                                              | 3 носових ТА. 5 торпед або 12 TMA чи 18 TMB                                                                                         | 3 носових ТА. 5 торпед або 12 TMA чи 18 TMB                                                                                         |
| ППО                                                                                    | 1 × 20-мм зенітна гармата FlaK 30/38/Flakvierling                                                                                   | 1 × 20-мм зенітна гармата FlaK 30/38/Flakvierling                                                                                   |

U-141 — німецький прибережний підводний човен типу IID, що входив до складу Військово-морських сил Третього Рейху за часів Другої світової війни. Закладений 12 грудня 1939 року на верфі № 270 компанії Deutsche Werke у Кілі, спущений на воду 27 липня 1940 року. 21 серпня 1940 року корабель увійшов до складу 1-ї навчальної флотилії ПЧ ВМС нацистської Німеччини. 5 травня 1945 року затоплений екіпажем у порту міста Вільгельмсгафен.

## Історія служби
U-141 належав до німецьких малих, так званих прибережних підводних човнів, типу IID, однієї з модифікацій типу субмарин Третього Рейху. Службу розпочав у складі 1-ї навчальної флотилії ПЧ, 1 травня 1941 року переведений до 3-ї бойової флотилії ПЧ, з 1 жовтня 1941 року продовжив службу в лавах 21-ї флотилії ПЧ Крігсмаріне (школа підводників), а 1 березня 1945 року переведений до 31-ї флотилії ПЧ. З квітня до вересня 1941 року підводний човен здійснив чотири бойових походи в Атлантичний океан, під час яких потопив чотири судна (6 801 GRT) та одне судно пошкодив (5 133 GRT).

## Командири
- оберлейтенант-цур-зее Гайнц-Отто Шульце (21 серпня 1940 — 30 березня 1941)
- оберлейтенант-цур-зее Філіпп Шюлер (нім. Philipp Schüler) (31 березня — 29 листопада 1941)
- оберлейтенант-цур-зее Юрген Крюгер (нім. Jürgen Krueger) (30 листопада 1941 — 15 червня 1942)
- оберлейтенант-цур-зее Гюнтер Меллер (нім. Günther Möller) (16 червня 1942 — 15 лютого 1943)
- оберлейтенант-цур-зее Дітріх Раух (нім. Dietrich Rauch) (15 лютого — 28 липня 1943)
- оберлейтенант-цур-зее Бернгард Люттманн (нім. Bernhard Luttmann) (29 липня 1943 — 6 листопада 1944)
- оберлейтенант-цур-зее Генріх-Дітріх Гоффманн (нім. Heinrich-Dietrich Hoffmann) (7 листопада 1944 — 5 травня 1945)

## Перелік уражених U-141 суден у бойових походах
| №                                                       | Дата           | Командир ПЧ        | Назва         | Тип                | Належність      | Водотоннажність (брт) | Вантаж                                        | Конвой                                                                 | Результат та координати                                                | Наслідки атаки для екіпажу     | Прим. |
| ------------------------------------------------------- | -------------- | ------------------ | ------------- | ------------------ | --------------- | --------------------- | --------------------------------------------- | ---------------------------------------------------------------------- | ---------------------------------------------------------------------- | ------------------------------ | ----- |
| Другий похід (31.05—26.06.1941, 27 діб; Лор'ян—Лор'ян)  |                |                    |               |                    |                 |                       |                                               |                                                                        |                                                                        |                                |       |
| 1                                                       | 22 червня 1941 | Oblt. Філіпп Шюлер | Calabria      | суховантажне судно | Швеція          | 1 277                 | 1470 тонн пальмових ядр і 200 тонн копри      | Конвой SL 76                                                           | потоплено 55°57′ пн. ш. 09°15′ зх. д. / 55.950° пн. ш. 9.250° зх. д.   | 24 (3 загинули та 21 вцілілий) |       |
| Третій похід (14.07—01.08.1941, 19 діб; Лор'ян—Лор'ян)  |                | Oblt. Філіпп Шюлер |               |                    |                 |                       |                                               |                                                                        |                                                                        |                                |       |
| 2                                                       | 26 липня 1941  | Oblt. Філіпп Шюлер | Botwey        | суховантажне судно | Велика Британія | 5 106                 | баласт                                        | Конвой OS 1                                                            | потоплено 55°42′ пн. ш. 09°53′ зх. д. / 55.700° пн. ш. 9.883° зх. д.   | 53 (усі вижили)                |       |
| 3                                                       | 26 липня 1941  | Oblt. Філіпп Шюлер | Atlantic City | суховантажне судно | Велика Британія | 5 133                 | генеральні вантажі, державне майно та вугілля | Конвой OS 1                                                            | пошкоджено 55°42′ пн. ш. 09°58′ зх. д. / 55.700° пн. ш. 9.967° зх. д.  | 41 (усі вижили)                |       |
| Четвертий похід (21.08—18.09.1941, 29 діб; Лор'ян—Кіль) |                | Oblt. Філіпп Шюлер |               |                    |                 |                       |                                               |                                                                        |                                                                        |                                |       |
| 4                                                       | 5 вересня 1941 | Oblt. Філіпп Шюлер | Jarlinn       | траулер            | Ісландія        | 190                   | риба                                          |                                                                        | потоплений 59°03′ пн. ш. 11°12′ зх. д. / 59.050° пн. ш. 11.200° зх. д. | 41 (усі вижили)                |       |
| 5                                                       | 6 вересня 1941 | King Erik          | траулер       | Велика Британія    | 228             | баласт                |                                               | потоплений 61°00′ пн. ш. 10°50′ зх. д. / 61.000° пн. ш. 10.833° зх. д. | 15 (усі загинули)                                                      |                                |       |